# معوض إسماعيل
معوض إسماعيل هو ممثل ومؤدي صوت مصري الجنسية والنشأة والإقامة من مواليد 18 ديسمبر 1982 بمدينة القاهرة. ظهرت بدايات معوض إسماعيل في المسرح المدرسي، وصولًا إلى كونه أحد أبطال مسلسل بوجي وطمطم منذ صغره ولكنه انقطع بعد وفاة المخرج والكاتب محمود رحمي، بفتره طويله خاصه بعد مسلسل طيور الشمس الذي حقق نجاح باهر في أثناء عرضه على التلفاز المحلي المصري وعمل في عالم الشخصيات الكارتونيه من الرسوم المتحركة المختلفة كما شارك مؤخرا في بعض المسلسلات التلفزيونية.

## الأعمال[2]

### مسلسلات
- فارس الرومانسية - محمود
- 9 شارع سلام
- البحار مندي - اشرف إخراج /هاني لاشين عام 2001
- طيور الشمس - جودة إخراج /هاني لاشين عام 2001
- لن أعيش في جلباب أبي - عبد الوهاب عام 1995
- في قلب الليل - جعفر
- مجلة دنيا الأطفال إخراج /يحيي زكريا عام 1991
- حكايات شنكل إخراج / رحمي عام 1994
- قطار المستغفرين إخراج/زكريا يوسف عام 1995
- بوجي وطمطم والفانوس السحري إخراج / رحمي عام 1994
- بوجي وطمطم ومحطة فلافيلو إخراج / رحمي
- حديقة المعرفة إخراج / حمدي الإبراشي عام 1993
- سمسم وسماسم في المعمل / إخراج / حمدي الإبراشي عام 1994
- كنز المعرفة / إخراج سعيد الرشيدي عام 1994
- الإمام ابن حنبل /إخراج /حسام الدين مصطفي عام 1997
- الإمام ابن حزم إخراج /حسام الدين مصطفي عام 1998
- نسر الشرق ج1إخراج /حسام الدين مصطفي عام 2000
- نسر الشرق ج2 إخراج /استيفان منير عام 2001
- المغامرون الخمسة إخراج / عبد الرحمن عبيس
- الحنين إلي الماضي إخراج / هاني لاشين
- راجعلك يا اسكندرية إخراج / هاني لاشين عام 2003
- جامعة بابا إخراج / حمدي النبوي عام 2007
- فارس الرومانسية / إخراج صفوت القشيري عام 2003
- عزبة القرود /إخراج حمدي الإبراشي عام 1993
- ألف توتة وتوتة إخراج / أنعام الجريتلي عام 1995
- شادي ورحلة الفضاء إخراج /عبد الهادي طه عام 1998
- هاي سكول إخراج/ عادل يحيي عام 2008
- غابة الأصدقاء إخراج /خالد بهجت عام 1997
- أوبريت حورس إخراج / رحمي
- ظاظا وجرجير ج1 إخراج /ليالي بدر عام 2004
- ظاظا وجرجير ج2 إخراج /خالد الخميسي عام 2005
- ظاظا وجرجير ج3 إخراج /عرابي الخميسي عام 2006
- ظاظا وجرجير ج4 إخراج /هيثم الخميسي عام 2007
- ظاظا وجرجير ج5 إخراج /أحمد مختار عام 2008
- مشاعر في البورصة إخراج / مدحت السباعي عام 2009
- الهاربة الجزء التاني إخراج /يوسف شرف الدين عام 2010
- ما تخافوش إخراج /يوسف شرف الدين عام 2009
- هارون الرشيد إخراج /أحمد توفيق عام 1996
- مسرحية عصافير الجنة إخراج/محمد عبد المعطي عام 1992
- مسلسل توشكي إخراج /فتحي عبد الستار عام 2000
- مسلسل رحلة الأحلام إخراج /فتحي عبد الستار عام 2002
- مدرسة الكورة إخراج /فتحي عبد الستار عام 2001
- كانت هنا شجرة إخراج / أيمن عبيس عام 1996
- فريق الخمسة ونص إخراج / أيمن عبيس عام 1996
- الماسة العجيبة إخراج / أحمد مجدي عام 1996
- ساعدونا تلاقونا إخراج / أيمن عبيس عام 2001
- حرب الشيكولاتة إخراج / حامد عبدالعزيزعام 2000
- 9 شارع السلام إخراج / حامد عبدالعزيزعام 2002
- مذكرات حرامي إخراج /ياسر زايدعام 2009
- الزائرون من الفضاء إخراج /ماهر إبراهيم
- حكايات العلماء إخراج / زكريا يوسف عام 2001
- دو ري مي إخراج / وائل فهمي عبد الحميد عام 1995
- زمن عماد الدين إخراج / هاني لاشين عام 2002
- سهرة أحلام مستحيلة إخراج / حامد عبد العزيز عام 2000
- برنامج أوعي وشك إخراج / محمود سليم عام 2001
- أعياد ومناسبات إخراج /عماد سالم
- الزائرون إخراج /أنعام الجريتلي
- مناسبات إسلامية إخراج وفيق وجدي عام 1997
- روائع الأدب إخراج /أنعام الجريتلي عام 1998
- مدرسة الأحلام إخراج/ حامد عبدالعزيزعام2000
- غابة المعرفة إخراج/ عبد الرحمن عبيس عام 1995
- سهرة التحويلة إخراج/ عماد سالم

### أفلام
- الحوت الأزرق 2020
- الحرامى (فيلم قصي)
- سامي أكسيد الكربون إخراج أكرم فريد عام 2011
- أمن دولت إخراج أكرم فريد عام 2011
- إيي يو سي إخراج أكرم فريد عام 2010
- يمين طلاق / إخراج علي عبد الخالق عام 2000
- فيلم ياباني أصلي قصير إخراج /أحمد مكي عام 2002
- فيلم الحاسة السابعة قصير إخراج / أحمد مكي عام 2003
- فيلم لازم نقول لأ
- فيلم آخر النهار إخراج /أحمد ماهر عام 1996

### رسوم متحركة
- الأزهر - خالد
- عائلة رمضان كريم ج 1/2
- زووووو
- بكار 2016
- آفاتار: أسطورة أنج - هارو، جيت
- الأميرة والضفدع - ريجي
- أوليفر وشركاه - تيتو (النسخة العربية الفصحى)[3]
- بولت - لوي
- تنة ورنة - بوب ج1.2.3
- داندي والسيد ورطة - داندي
- داني الشبح - عوني، سيد زعتر
- الحياة في البرية - لاري
- الجاسوسات - آرنولد
- جاك التنين الخارق - جاك
- جيمي نيوترون: الفتى العبقري - أبو شجاعة، نمس بندق، بروفيسور كالاميتوس
- جيمي و تيمي يلتقيان - تيمي ترنر
- جون - بيتر بان
- الرجل العنكبوت (مسلسل 2008) - بيتر باركر - الرجل العنكبوت
- ستيتش! - د. هامش الليل
- سلاحف النينجا - مايكل أنجلو
- سندريلا - جاد (النسخة العربية الفصحى)
- ظاظا وجرجير - ظاظا
- عالم الطباشير - شهاب
- فان بوي وتشام تشام - فان بوي
- فارس وفادي - فؤاد (الموسم الثاني)، كارم، شهاب، دكتور تحسين
- الفرقة السرية لمحاربة الأشرار - القائد بابي
- فروج القلة - فروج القلة
- فندق ترانسلفانيا - واين
- القبطان عزوز (الجزء الثاني والثالث)
- قصص الحيوان في القرآن - غراب هابيل
- كابا مايكي - مايكي سايمون
- كركور وفرفور وزرزور (الصوت الأول)
- مارتن ميستري - مارتن ميستري
- مارد وشوشني - سيارة مارد الجديدة
- مدرسة الإمبراطور الجديدة - أوزكر
- مغامرات دورا - خريطة
- منزل لاود - لنكولن لاود
- ميكي وترانيم عيد الميلاد - تيم الصغير، مول
- هيا ارنولد - فتى السلم، وولفغانغ
- الأبوان السحريان - تيمي ترنر، دكتور يمكن
- ويني الدبدوب - كريم أمين
- المومياء (أليكس أوكونيل )
- troll hunter
- ماني الحرفاني
- بليز والشاحنات العملاقة
- عالم سمسم
- بيتر بان (جون)
- أديب في المحيط
- أديب في الفضاء
- روبن هود تليفزيون
- مابيت شو( كيرمت )
- الفواكه تليفزيون
- السنافر تليفزيون
- تاف بابي
- فليبر أندلوباكا
- ظاظا وجرجير ج1:6
- المغامرون الخمسة (زكي هاكر )
- توتو وبيجاما
- وظوظ وبطبط
- فرانكي وفرانك
- فيلم مهم جدا
- موتو وباتلو
- فيلم حاتم الطائي (نظرول )
- كرة قدم المجرات (الموسم الأول) - مايكرو-إيس، بالدوين
- حيوانات على عجلات - تمسح

## وصلات خارجية
- معوض إسماعيل على موقع الدهليز
- معوض إسماعيل على موقع قاعدة بيانات الأفلام العربية